# الفويلق (القويعية)
الفويلق، هي قرية من فئة (أ) تقع في محافظة القويعية، والتابعة لمنطقة الرياض في السعودية. وتبعد الفويلق عن محافظة القويعية بمسافة تقارب (52) كم.